# Bitouché
Bitouché (en macédonien Битуше) est un village de l'ouest de la Macédoine du Nord, situé dans la municipalité de Mavrovo et Rostoucha. Le village comptait 96 habitants en 2002.

## Démographie
Lors du recensement de 2002, le village comptait :
- Macédoniens : 95
- Serbes : 1